# Нейкирх, Беньямин
Беньямин Нейкирх (нем. Benjamin Neukirch; 27 марта 1665, Рыдзына, Силезия — 15 августа 1729, Ансбах) — немецкий поэт, представитель так называемой «галантной поэзии».

## Биография
Беньямин Нейкирх учился в школе в соседнем селе Божаново, где его отец работал нотариусом. Затем учился в гимназиях Бреслау и Торуни, в 1684 году поступил в Университет Виадрина во Франкфурте-на-Одере. С 1691 года фактически бросил учёбу и занялся написанием стихотворений. В 1693 году из-за финансовых проблем переехал в Галле, в 1694 году получил должность гофмейстера и в 1696 году переехал в Берлин. Благодаря своим панегирикам получил доступ к прусскому двору и местной академии поэтов, был членом последней с 1703 года до смерти Фридриха I в 1713 году. Затем несколько лет жил в нужде, но в 1718 году получил место наставника бранденбургских принцев в Ансбахе и ранг советника. Там он прожил до конца жизни.
Беньямин Нейкирх писал в основном стихи интимного, часто эротического содержания, получавшие и у современников, и у потомков крайне противоречивую оценку. В частности, в ЭСБЕ отмечалось, что «метафоры его обыкновенно или до смешного аляповаты, или до отвращения слащавы; есть у него, однако, и песни простые и задушевные, чем он резко отличался от массы современных ему поэтов». Издал «Galante Briefe und Gedichte» (1697, главное его произведение), «Satyren und poetische Briefe» и перевод в стихах «Телемаха» Фенелона в трёх томах (1727). Его «галантные стихи» стали предметом подражания у ряда последующих поэтов.